# Thede Kahl
Thede Kahl (n. 30 martie 1971, Hamburg, RFG) este un profesor de la Universitatea din Jena (Germania). În 1998 a organizat și condus o amplă anchetă socio-demografică și etnică privind aromânii din țǎrile balcanice. Rezultatele acestei anchete fac obiectul lucrării de doctorat Ethnizität und räumliche Verteilung der Aromunen in Südosteuropa („Etnicitatea și răspândirea teritoriala a aromânilor din Europa de sud-est”) a lui Thede Kahl.

## Lucrări publicate (selecție)
Ca editor
- Împreună cu Larisa Schippel: Leben in der Wirtschaftskrise – Ein Dauerzustand? Berlin: Frank & Timme 2011.
- Împreună cu Larisa Schippel:  Kilometer Null. Politische Transformation und gesellschaftliche Entwicklungen in Rumänien seit 1989 Berlin: Frank & Timme 2010.
- Das Rumänische und seine Nachbarn [Româna și vecinii ei]. Beiträge der Sektion „Sprachwandel und Sprachkontakt in der Südost-Romania“ am XXX. Deutschen Romanistentag. Berlin: Frank & Timme 2009.
- Christen und Muslime. Interethnische Koexistenz in südosteuropäischen Periphergebieten. Religions- und Kulturgeschichte in Ostmittel- und Südosteuropa Bd. 12 (ed. J. Bahlcke, R. Bendel, J. Köhler, Th. Wünsch). Münster, Wien, New York: Editura LIT 2009.
- Împreună cu Valeria Heuberger, Walter Lukan, Andrej Mitrović, Ljubinka Trgovčević și Dragan Vukčević (ed.): Serbien und Montenegro. Raum und Bevölkerung – Geschichte – Sprache und Literatur – Kultur – Politik – Gesellschaft – Wirtschaft – Recht. Österreichische Osthefte Jg. 47, volum special, Viena ș.a. 2006.
- Împreună cu Michael Metzeltin și Mihai-Răzvan Ungureanu (ed.): Rumänien. Raum und Bevölkerung – Geschichte und Geschichtsbilder – Kultur – Gesellschaft und Politik heute – Wirtschaft – Recht – Historische Regionen. Österreichische Osthefte Jg. 48, volum special, Viena ș.a. 2006.
- Împreună cu Izer Maksuti și Albert Ramaj (ed.): Die Albaner in der Republik Makedonien. Fakten, Analysen, Meinungen zur interethnischen Koexistenz. Wiener Osteuropa-Studien 23, Viena ș.a. 2006.
- Împreună cu Wilfried Heller, Peter Jordan & Josef Sallanz (ed.): Ethnizität in der Transformation. Zur Situation nationaler Minderheiten in Rumänien. Wiener Osteuropa-Studien 21, Viena 2005.
- Împreună cu Elisabeth Vyslonzil & Alois Woldan (ed.): Herausforderung Osteuropa. Die Offenlegung stereotyper Bilder. Schriftenreihe des Österreichischen Ost- und Südosteuropa-Instituts 29, Viena 2004.

Monografii
- Hirten in Kontakt. Sprach- und Kulturwandel ehemaliger Wanderhirten in Epirus und Südalbanien. Münster, Wien, New York 2007.
- Ηπειρώτικα παραμύθια – Märchen aus dem Epirus. Im Feld aufgenommen und transkribiert von Thede Kahl und Andreas Karzis. Zweisprachige Ausgabe Griechisch- Deutsch. Mit einem Vorwort des griechischen Staatspräsidenten Karolos Papoulias. Thessaloniki, Köln (University Studio Press, Romiosini) 2006.
- Împreună cu Maria Bara und Andrej N. Sobolev: Die südaromunische Mundart des Dorfes Turia [Krania], Pindus. Syntax, Lexik, Ethnolinguistik, Texte). Materialien zum Südosteuropasprachatlas 4. München, 2005.
- Împreună cu Wolf Dietrich & Geórgios Sárros: Kutsúfliani. Volkskundliche Studie eines aromunischen Dorfes im Pindos-Gebirge. Κουτσούφλιανη. Λαογραφική έρευνα ενός βλάχικου χωριού στην Πίνδο Zweisprachige Ausgabe Griechisch-Deutsch, 2005.
- Ethnizität und räumliche Verbreitung der Aromunen in Südosteuropa. Münstersche Geographische Arbeiten 43. Münster, 1999.

Articole
- Die Zigeuner und das Rumänische. Zur Sprache und Kultur der Vlach-Roma, Bajeschi und Rudari. În: Doppelbauer, Max; Kremnitz, Georg; Stiehler, Heinrich. Țigan, Zingaro, Gitane, Gitano, Cigano – Die Sprache der Roma in der Romania. Bonn, Barcelona 2011, p. 199-231.
- Sprache und Migration im Donauraum. În: Institut für den Donauraum und Mitteleuropa (ed.): Migration im Donauraum. Informationen über den Donauraum und Mitteleuropa. Viena 2011, p. 6-8.
- Die letzten Wanderhirten Südosteuropas und ihre Sprache. Ein neuer Sammlungsbestand im Phonogrammarchiv der Österreichischen Akademie der Wissenschaften. În: Lechleitner, Gerda; Liebl, Christian: Jahrbuch des Phonogrammarchivs der Österreichischen Akademie der Wissenschaften 2, Göttingen 2011, p. 195-211.
- “Singing without words”. Language and Identity Shift among Slavic Macedonian Musicians in Greece. În: Welt der Slaven LV, 2010, p. 384-401.
- Geographische Grundlagen der Republik Moldau. În: Thede Kahl ș.a.(ed.): Ethnisches Bewusstsein in der Republik Moldau im Jahr 2004. Ethnic Consciousness in the Republic of Moldova in 2004. map no. 2.10-MD1; Viena: ÖAW 2010, p. 6-9.
- Hirtenvölker in Südosteuropa. Pastoral Peoples in South-Eastern Europe. În: Wrbka, Thomas (ed.): Das Grüne Band Europas. Grenze, Wildnis, Zukunft; The European Green Belt. Borders, Wilderness, Future. Viena, Linz 2010, p. 224-229.
- Griechentum und Griechen in Syrien: Mehr als nur eine Spurensuche. În: Hellenika / Jahrbuch für griechische Kultur und deutsch-griechische Beziehungen, număr nou, vol. 4/2009, p. 22-52.
- Hirten und „ihr Land“. Zur Kulturlandschaft griechischer Weidegebiete. În: Choregia (Münstersche Griechenland-Studien) 7: Griechische Landschaften – Sehnsuchts- und Erinnerungsorte, Münster, Viena, New York, p. 149-170.
- Împreună cu Cay Lienau ș.a.: Interethnische Beziehungen von Christen und Muslimen in Südosteuropa. Ein Forschungsprojekt. Christen und Muslime. Interethnische Koexistenz in südosteuropäischen Periphergebieten. Religions- und Kulturgeschichte in Ostmittel- und Südosteuropa vol. 12 (Hg. J. Bahlcke, R. Bendel, J. Köhler, Th. Wünsch). Münster, Viena, New York, p. 9-50.
- Multipart Singing among the Aromanians (Vlachs). În: Ahmedaja, Ardian; Haid, Gerlinde (ed.): European Voices I. Multipart Singing in the Balkans and the Mediterranean. Viena, Köln, Weimar (Böhlau) 2008, p. 267-280, 329.
- Überlegungen zum Prozess des Sprachsterbens. În: Botoșineanu, Luminița ș.a. (ed.): Români majoritari / Români minoritari: interferențe și coabitări lingvistice, literare și etnologice. Editura Alfa, p. 155-173 (apărut și în traducere românească: Considerații privind dispariția limbilor cu trimitere la romanitatea balcanică. Philologica Jassyensia IV / 1, 2008, p. 129-146).
- Wurde in Moschopolis auch Bulgarisch gesprochen? Überlegungen zur Slawophonie im Südalbanien des 18. Jahrhunderts. În: Probleme de filologie slavă XV, Editura Universității de Vest, Timișoara 2007, p. 484-494.
- The presence of Pomaks in Turkey. În: Voss, Christian & Klaus Steinke (ed.): The Pomaks in Greece and Bulgaria - a model case for borderland minorities in the Balkans. Südosteuropa-Studien 73, München (Biblion), 2007, pp. 227–234.

## Lucrări publicate în limba română
- Istoria aromânilor[4]
- Considerații privind dispariția limbilor cu trimitere la romanitatea balcanică[5]
- Au ieșit studiile românești din marginalizare în spațiul germanofon? În: Limbă și literatură, București, Bd. LII, I-II, S. 5-7.
- Întrebări și metode ale cercetării coexistenței interreligioase în Europa de Sud-Est. În: Philologica Iassyensia II/1, Iași, 135-156.
- Etnonime la aromâni. În: Academia Română, Institutul de Filologie Română (Ed.), Spațiul lingvistic și literar românesc din perspectiva integrării europene, Iași, 264-273.